# Szűz Mária-kolostor (Brinje)
A brinjei Szűz Mária-kolostor (horvátul: Samostan sv. Marije) egykori kolostor Horvátországban, a Lika-Zengg megyében fekvő Brinje városában.

## Fekvése
A kolostor a hagyomány szerint a mai plébániatemplom területén, temploma pedig szentélyének helyén állt.

## Története
A hagyomány és a történelmi források egy kolostor létezéséről beszélnek, amely a hagyományok szerint a mai plébániatemplom helyén, vagy annak közvetlen közelében állt. Homály fedi, hogy Brinjében hol létezett az ágoston rendiek kolostora, akik regulájuk szerint nagyon közel állnak a pálosokhoz. A történeti források alapján tudható, hogy Frangepán VIII. János gróf 1476-ban új adományt adott az ágostoniaknak, egyúttal megerősítette a régebbieket, de hamar meggondolta magát és az adományt a pálosoknak adta. A két rend között vita alakult ki, amelyet végül úgy oldottak meg, hogy az ágoston rendiek visszaadták azt, ami korábban az adományozóé volt. A pálos kolostor története azonban nem tartott sokáig, mert 1506-ban már a ferenceseket találjuk benne, 1508-ban pedig a domonkosokat, de őket sem sokáig, mivel a török rajtaütések lehetetlenné tettek minden, a városfalakon kívüli életet.

## Mai állapota
A brinjei Nagyboldogasszony plébániatemplom ma nem messze a vártól egy magaslaton található. A templom egy hajóból, sokszögoldalú, zárt szentélyből és a nyugati homlokzat tengelyében álló harangtoronyból áll. A templom teljes hossza majdnem 50 m, vagyis a modrus-korbavai egyházmegye legnagyobb szakrális építménye. A szentély északi oldalának támaszkodik a plébánia egyemeletes épülete. A templom a második világháborúból romként került ki, majd javították és többször átrendezték. A nagyon hosszú szentélyt két egyenlőtlen részre osztották. A kisebbik téglalap alakú rész szentélyként, míg a régebbi szentély fennmaradó része kápolnaként szolgál, hitoktatásra és a téli istentiszteletek céljára használják. A hajó és a szentély is síkmennyezettel rendelkezik. A nyugati homlokzat mentén található a négy betonoszlopon nyugvó, helyreállított faszerkezetű kórus. A harangtorony felső részét a kőfal rossz állapota miatt betonnal erősítették meg. Középkori részletek itt nem láthatók, kivéve egy a nyugati külső homlokzat délnyugati sarkába beépített darabot, mely a profilozás miatt nagyrészt be van építve, de látható része alapján talán az egykori kapuzat része volt.
A kő vöröses színű, a pontozott megmunkálás nyomaival, melyhez hasonlót a brinjei vár kápolnájánál láthatunk. A plébániatemplom falába van beépítve Matija Čubranić 1511-ből származó sírkőlapja, melyet a Brinjétől nem messze levő Humac Szent Vid kápolnájából helyeztek át ide. A nagyoltár előtt a szentélyben volt az 1458-ban elhunyt Frangepán Bartol gróf sírja még a pálosok odaérkezése előtti időkből.
A kolostorkomplexumnak, amely a templomtól északra lehetne, már nyoma sincs, bár bőven lenne hely neki itt. A hagyomány szerint a brinjei plébániatemplomot Marko Mesić pap építette egy régebbi templom alapjain. Állítólag ezen áll a mai szentély, míg a hajó és a harangtorony újabb építésű. A rendelkezésre álló adatok alapján nem világos, hogy az egykori kolostorból ki mit épített és egyáltalán épített-e valamit. Tekintettel a szerzetesrendek építési szokásaira különös, hogy remete életet kedvelő rendek (mint az ágostoniak és a pálosok) kolostorukat a településen emelték, nem valami egyedülálló helyen. A másik lehetőség, hogy a kolostor építésének idejében itt még nem volt település. A középkori kolostortemplom egyetlen maradványa a mai szentély alapjában található, ahol a szentély jelentős szélességére való tekintettel egy újjáépített középkori hajó, és a szentély maradványait kell keresni. Feltárás nélkül azonban semmiben sem lehetünk bizonyosak.